# Хольних
Хольних (нем. Hollnich) — община в Германии, в земле Рейнланд-Пфальц. 
Входит в состав района Рейн-Хунсрюк. Подчиняется управлению Кастеллаун.  Население составляет 274 человека (на 31 декабря 2010 года). Занимает площадь 2,27 км².

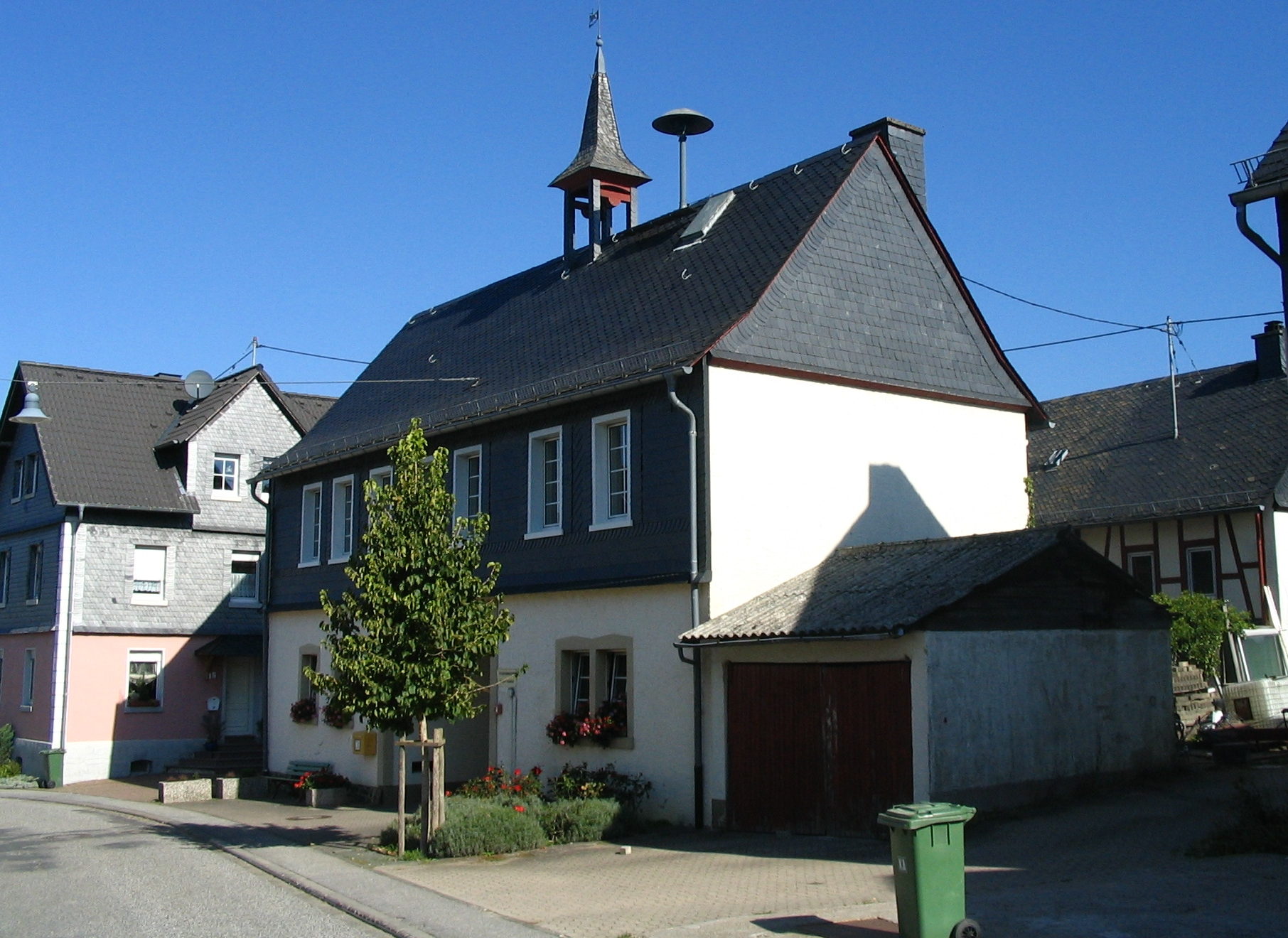
Хольних